# ミライの授業
ミライの授業（ミライのじゅぎょう）は、瀧本哲史のベストセラー本である。

## 概要
同書は2016年7月1日に講談社より出版された瀧本哲史の著書である。
瀧本哲史は、世界が変動しているのに対して、人々が未だに旧来の価値観や方法論に取り残されている状況を伝えるために同書を書いたと話している。
また、同氏は、この本は柔軟な考えが残されている14歳をターゲットとしたとしているが、中学生に伝わりやすい論理を構築するまでに中学生を対象とした模擬授業を行うなどしたという。
同書は、2016年7月から8月にかけてはAmazonの売れ筋ランキングのカテゴリー別で1位を1ヶ月ほど獲得していた実績を持つ。

## あらすじ
ニュートン、ナイチンゲール、コペルニクス、ビル・ゲイツなどの偉人の話などを取り上げながら、問題意識を持つということの大切さとこれからの生き方を14歳の読者に向けて訴えかけている。